# Condado de Vallfogona
El condado de Vallfogona es un título nobiliario español creado el 12 de abril de 1600 por el rey Felipe III a favor de Miguel Galcerán de Castro-Pinós Fenollet, como transformación en condado de su baronía de Vallfogona.
Los tres primeros titulares eran hermanos, todos hijos de Pedro Galcerán de Castro-Pinos Pau y de su segunda esposa, Petronila (o Ana) de Zurita y Peramola.

## Condes de Vallfogona
|                         | Titular                                                                 | Periodo                 |
| Creación por Felipe III | Creación por Felipe III                                                 | Creación por Felipe III |
| ----------------------- | ----------------------------------------------------------------------- | ----------------------- |
| I                       | Miguel Galcerán de Castro-Pinós y Fenollet                              | 1600-¿?                 |
| II                      | Juan Galcerán de Castro-Pinós                                           | ¿?-¿?                   |
| III                     | Francisca de Castro-Pinós y Fenollet                                    | ¿?-1663                 |
| IV                      | Jaime Francisco Sarmiento de Silva y Fernández de Híjar                 | 1663-1700               |
| V                       | Juana Petronila de Silva y Aragón Fernández de Híjar y Pignatelli       | 1700-1710               |
| VI                      | Isidro Francisco Fernández de Híjar y Portugal Silva                    | 1710-1749               |
| VII                     | Joaquín Diego de Fernández de Híjar y Portocarrero Funes de Villalpando | 1749-1758               |
| VIII                    | Pedro de Alcántara Fernández de Híjar y Abarca de Bolea                 | 1758-1808               |
| IX                      | Agustín Pedro de Silva Fernández de Híjar y Palafox                     | 1808-1817               |
| X                       | María Francisca Javiera de Silva y Fitz-James Stuart                    | 1817-1818               |
| XI                      | José Rafael Fadrique de Silva Fernández de Híjar y Palafox              | 1818-1863               |
| XII                     | José Guillermo de Silva y Mitjans                                       | 1921-1961               |
| XIII                    | Jaime de Silva y Agrela                                                 | 1961-1967               |
| XIV                     | María del Socorro de Silva y Mora                                       | 1967-2020               |
| XV                      | María Cristina Ruiz de Ojeda y Silva                                    | 2021-actual             |

## Historia de los condes de Vallfogona
- Miguel Galcerán de Castro-Pinós y Fenollet, I conde de Vallfogona,[3][1] hijo de Pedro Galcerán de Pinós y de Pau, —hijo de Bernardo Galcerán Castro-Pinós y Pinós, y de su primera esposa, Ana de Pau y Castro-Pinós—,[3] XII vizconde de Illa, XIII vizconde de Canet, señor de las baronías de Melany, Vallfogona y la Portellá, y de su segunda esposa, Petronila (o Ana) de Zurita y de Peramola, señora de Peramola.[2][3] Sin descendencia, le sucedió su hermano:[3]

- Juan Galcerán de Castro-Pinós, II conde de Vallfogona,[2] XIII vizconde de Illa y XIV vizconde de Canet. Sin descendencia, le sucedió su hermana:[3][2]

- Francisca de Castro-Pinós y Fenollet (m. Zaragoza, 18 de octubre de 1663), III condesa de Vallfogona,[3][4], II condesa de Guimerá, III vizcondesa de Alquerforadat, XIII [vizcondesa de Ebol]], XIV vizcondesa de Illa, XV vizcondesa de Canet y vizcondesa de Bolaner.[5]

Casó en 1596, siendo la segunda esposa, con Juan Francisco Fernández de Híjar  y Fernández de Heredia, (m. 13 de abril de 1614), II duque de Aliaga, II duque de Híjar, IV conde de Belchite. Le sucedió su nieto, hijo de su hija, Isabel Margarita Fernández de Híjar y Castro-Pinós (1603-1642), IV duquesa de Híjar, IV duquesa de Aliaga, IV duquesa de Lécera, IX condesa de Belchite, y III condesa de Guimerá, y de su esposo Rodrigo Sarmiento de la Cerda y Silva, II marqués de Alenquer, VIII conde de Salinas, VIII conde de Ribadeo, hijo de Diego de Silva y Mendoza, duque de Francavilla, I marqués de Alenquer, y de su mujer Mariana Sarmiento de Villandrado y Ulloa, VII condesa de Salinas, VII condesa de Ribadeo.
- Jaime Francisco Sarmiento de Silva y Fernández de Híjar (Madrid, 30 de enero de 1625-25 de febrero de 1700),[10] IV conde de Vallfogona,[8] V duque de Aliaga,[6] V duque de Híjar,[11] VIII conde de Belchite, IX conde de Salinas, IX conde de Ribadeo,[8] III conde de Guimerá,[8] XV vizconde de Ebol, XVI de Canet, XV vizconde de Illa y IV de Alquerforadat, así como virrey de Aragón.

Casó, en primeras nupcias en 1654 con Ana Enríquez de Almansa, hija de Juan Enríquez de Borja y Almansa, VIII marqués de Alcañices, II marqués de Santiago de Oropesa, y de su mujer Ana Enríquez de la Cueva. En segundas nupcias, casó con Mariana Pignatelli de Aragón, hija de Ettore IV Pignatelli, IV príncipe di Noia, VI marchese di Cerchiari, VI duca di Monteleone etc. y de Giovana Tagliavia d'Aragona, V principessa di Castelvetrano, V duchessa di Terranova etc. Contrajo un tercer matrimonio en diciembre de 1682 con María Antonia Teresa Pimentel y Benavides, hija de Antonio Pimentel de Herrera y Zúñiga, XI conde y VIII duque de Benavente, XI conde de Mayorga, IX conde de Luna, y de su primera mujer Isabel Francisca de Benavides y de la Cueva, III marquesa de Jabalquinto. Le sucedió, de su segundo matrimonio, su hija:
- Juana Petronila de Silva y Aragón Fernández de Híjar y Pignatelli (1669-2 de abril de 1710), V condesa de Vallfogona,[8] VI duquesa de Aliaga,[6] VI duquesa de Híjar,[7] IV condesa de Guimerá,[8] X condesa de Salinas,[8] XII condesa de Ribadeo,[8]  XII condesa de Belchite, V vizcondesa de Alquerforadat.

Casó en primeras nupcias el 5 de diciembre de 1688 con su sobrino Fadrique de Silva Portocarrero y Lancaster, IV marqués de Orani, y en segundas en 1701 con Fernando de Pignatelli y Brancia, III príncipe de Montecorcino, I duque de Santo Mauro, gobernador de Galicia y virrey de Aragón. Le sucedió, de su primer matrimonio, su hijo:
- Isidro Francisco Fernández de Híjar y Portugal Silva (1690-10 de marzo de 1749[7]), VI conde de Vallfogona,[12] VII duque de Aliaga,[6] VII duque de Híjar,[7] V marqués de Orani,[12] VI conde de Guimerá,[12] XIII conde de Belchite, XII conde de Salinas,[12] XIII conde de Ribadeo,[12] etc.

Casó en primeras nupcias el 24 de octubre de 1711, en Valladolid, con Luisa de Moncada y Benavides. Sin descendientes de este matrimonio. Contrajo un segundo matrimonio el 24 de marzo de 1717 con Prudencia Feliche Portocarrero y Funes de Villalpando (1696-1782), hija de Cristóbal Portocarrero Osorio Luna y Guzmán, IV conde del Montijo, III conde de Fuentidueña, XIII marqués de la Algaba, IV marqués de Valderrábano, IX marqués de Ardales, y de su tercera mujer María Regalada de Villalpando, XIV marquesa de Osera y marquesa de Ugena. Le sucedió, de su segundo matrimonio:
- Joaquín Diego de Fernández de Híjar y Portocarrero Funes de Villalpando (Madrid, 6 de julio de 1721-25 de diciembre de 1758),[9] VII conde de Vallfogona,[12][13] VIII duque de Aliaga,[6] VIII duque de Híjar,[7] XII duque de Lécera,[9] VI marqués de Orani, VI conde de Guimerá,[13] XIV conde de Belchite, XIV conde de Salinas,[13] XIV conde de Ribadeo,[13]  XII marqués de Montesclaros, IX conde de Palma del Río, vizconde de Illa, de Canet, de Alquerforadat, de Ansovell y XVI vizconde de Ebol.

Casó el 20 de marzo de 1739 con María Engracia Abarca de Bolea y Pons de Mendoza, VI duquesa de Bournonville, IV marquesa de Vilanant, III condesa de Robres VI vizcondesa de Joch y baronesa de Sangarrén y Orcau, Le sucedió su único hijo:
- Pedro de Alcántara Fernández de Híjar y Abarca de Bolea (Villarrubia de los Ojos, 25 de noviembre de 1741-Madrid, 23 de febrero de 1808), VIII conde de Vallfogona,[12] V duque de Bournonville,[7] XIII duque de Lécera,[9] IX duque de Híjar,[7] XV conde de Ribadeo,[12] IX duque de Aliaga,[6] V duque de Almazán,[12] VII marqués de Orani,[12] V marqués de Rupit,[14] VII conde de Guimerá,[12] XIII conde de Salinas,[12] IX marqués de Almenara,[12] XIII marqués de Montesclaros, X conde de Palma del Río, XV conde de Belchite, XVII vizconde de Ebol, vizconde de Illa, de Canet, de Alquerforadat, de Ansovell, IX conde de Aranda, VI marqués de Torres de Aragón, VI marqués de Vilanant,[12] IX conde de Castellflorit. Era hijo de Joaquín Diego de Silva Fernández de Híjar, duque de Híjar, VIII duque de Aliaga, XII conde de Salinas, XIV conde de Ribadeo, VI marqués de Orani, etc., y de María Engracia Abarca de Bolea y Pons de Mendoza.[12]

Casó el 16 de julio de 1761 con Rafaela de Palafox y Croy d'Havré y Centurión, hija de Joaquín Felipe de Palafox y Centurión, IX marqués de La Guardia, IX marqués de Guadalest, VI marqués de Armunia, VI marqués de Ariza, IV conde de Santa Eufemia y de su segunda esposa, María Ana Carlota de Croy d'Havré y Lanti de la Róvere. Le sucedió su hijo:
- Agustín Pedro de Silva Fernández de Híjar y Palafox (1873-12 de diciembre de 1817), IX conde de Vallfogona,[16] VI duque de Bournonville,[17] XIV duque de Lécera,[9] X duque de Híjar,[6] XVI conde de Ribadeo,[16] X duque de Aliaga,[6] VI duque de Almazán,[16] marqués de Almenara, XIV marqués de Montesclaros, VI marqués de Rupit,[16] XI conde de Palma del Río,[16] XIX conde de Belchite,[16] XIV conde de Salinas,[16] VIII conde de Guimerá,[16] XII conde de Aranda,[16]  VII marqués de Torres de Aragón, VII marqués de Vilanant,[16] X conde de Castellflorit, XVIII vizconde de Ebol, vizconde de Illa, de Canet, de Alquerforadat y de Ansovell, académico de número de la Real Academia Española, gentilhombre de cámara con ejercicio y servidumbre, caballero de la Orden del Toisón de Oro y gran cruz de Carlos III.[16]

Casó el 24 de enero de 1790, en Madrid, con María Fernanda Fitz-James Stuart y Stölberg, hija de Carlos Bernardo Fitz-James Stuart y Silva, XI marqués de la Jamaica, IV duque de Berwick, IV duque de Liria y Jérica, XI duque de Veragua, X duque de la Vega de la Isla de Santo Domingo, VI marqués de Tarazona, V marqués de San Leonardo, marqués de la Mota, XIII conde de Gelves, VIII conde de Ayala, XII conde de Monterrey, y de Carolina Augusta zu Stolberg-Gedern, princesa de Hornes. Le sucedió su hija:
- María Francisca Javiera de Silva y Fitz-James Stuart (1795-26 de septiembre de 1818), X condesa de Vallfogona,[16] XI duquesa de Aliaga,[18] XI duquesa de Híjar,[6] XV duquesa de Lécera,[9] VI duquesa de Almazán, VII duquesa de Bournonville, VIII marquesa de Orani, marquesa de Almenara, XV marquesa de Montesclaros, XII condesa de Palma del Río, XVII condesa de Belchite, XVI condesa de Salinas, XVII condesa de Ribadeo, X condesa de Guimerá, XIII conde de Aranda, VII marquesa de Rupit, XI conde de Castellflorit, VIII marquesa de Torres de Aragón, VIII marquesa de Vilanant, XIX vizcondesa de Ebol, vizcondesa de Illa, de Canet, de Alquerforadat y de Ansovell. Murió soltera sin descendientes. Le sucedió el hermano de su padre, su tío carnal:

- José Rafael Fadrique de Silva Fernández de Híjar y Palafox (m. 16 de septiembre de 1863), XI conde de Vallfogona,[16] VIII duque de Bournonville,[17] XVI duque de Lécera,[9] XII duque de Híjar,[6] XVIII conde de Ribadeo,[16] XII duque de Aliaga,[9] VIII duque de Almazán,[16] VIII marqués de Orani,[16] VIII marqués de Rupit,[16]  marqués de Almenara, XVI marqués de Montesclaros, XIII conde de Palma del Río, XXI conde de Belchite,[16]  XVI conde de Salinas,[16]  X conde de Guimerá,[16]  XIV conde de Aranda,[16]  XII conde de Castellflorit, IX marqués de Torres de Aragón, IX marqués de Vilanant,[16] XI vizconde de Alquerforadat,[16]  XX vizconde de Ebol, Sumiller de Corps de los reyes Fernando VII e Isabel II, caballero de la Orden del Toisón de Oro, Orden de Carlos III|gran cruz de Carlos III y senador.[16]

Casó el 9 de agosto de 1801, en Madrid, con Juana Nepomucena Fernández de Córdoba Villarroel y Spínola de la Cerda, VIII condesa de Salvatierra, VII marquesa del Sobroso, marquesa de Loriana, marquesa de Baides, X marquesa de Jódar, marquesa de la Puebla, marquesa de Villoria, marquesa de Valero, VII marquesa de San Vicente del Barco, VII marquesa de Fuentehoyuelo, vizcondesa de Villatoquite, hija de José Fernández de Córdoba Sarmiento de Sotomayor, VII conde de Salvatierra, V marqués de Valero, etc. y de su segunda esposa, María Antonia Fernández de Villarroel y Villacís Vargas y Manrique.
Rehabilitación por real decreto de 28 de noviembre de 1921,
- José Guillermo de Silva y Mitjans (Madrid, 14 de mayo de 1895-29 de enero de 1961), XII conde de Vallfogona y[21] XI duque de Bournonville.[17] Era hijo de Jaime de Silva y Campbell, XIX duque de Lécera,[22]  etc. y de su esposa Agustina Mitjans y Manzanedo.

Casó el 8 de septiembre de 1938 con Gloria Mazorra y Romero. Sin descendencia, le sucedió su sobrino, hijo de su hermano Jaime de Silva y Mitjans y de su esposa María del Rosario Agrela y Bueno:
- Jaime de Silva y Agrela, XIII conde de Vallfogona,[23] XIII duque de Bournonville,[23] XXI duque de Lécera,[22] IX marqués de Fuentehoyuelo,[23] XI marqués de las Torres, XI marqués de Rupit,[23] IX conde de Castellflorit,[23] XX conde de Salinas,[23] III conde de Agrela,[23] XIII y XV vizconde de Alquerforadat.[23]

Casó el 29 de junio de 1945, en Madrid, con Ana María de Mora y Aragón, hija de Gonzalo de Mora, IV marqués de Casa Riera, y hermana de Fabiola de Mora y Aragón, reina consorte de los belgas. Cedió el título a su hija que le sucedió en 15 de diciembre de 1967:
- María del Perpetuo Socorro de Silva y Mora (1948-2020), XIV condesa de Vallfogona.[21]

Casó con José María Ruiz de Ojeda y García-Escudero. Le sucedió su hija:
- María Cristina Ruiz de Ojeda y Silva, XV condesa de Vallfogona.[25]

Casada con Luis Arnold, conde de Looz Corswaren.